# Georges Couton
Pour les articles homonymes, voir Couton.
Georges Couton, né le 9 juillet 1912 à Saint-Pal-de-Senouire et mort le 14 décembre 1992 à Hyères, est un universitaire français, historien du théâtre classique.

## Biographie
Après avoir obtenu son doctorat avec les thèses sur la Vieillesse de Corneille 1658-1684 (Paris 1949) et le Légendaire cornélien (Paris 1949), Couton a été professeur de littérature française à l’université à Clermont-Ferrand, puis du Caire (1953-1956) et enfin, de Lyon (1957-1981).

## Publications
- La vieillesse de Corneille, 1658-1684, (1949) - Prix Narcisse-Michaut de l’Académie française en 1951.
- Corneille et la Fronde. Théâtre et politique il y a trois siècles, Clermont-Ferrand, 1951 ; Paris 2008.
- Réalisme de Corneille. Deux études : La Clef de Mélite. Réalités dans le Cid, Paris, 1953.
- Corneille, Paris, 1958.
- La Politique de La Fontaine, Paris, 1959.
- Corneille et la tragédie politique, coll. Que sais-je ? no 2174, Paris, 1984.
- Richelieu et le théâtre, Lyon, 1987 ; Paris 2008.
- Écritures codées. Essais sur l’allégorie au XVIIe siècle, Paris, 1990.
- La Chair et l’Âme. Louis XIV entre ses maitresses et Bossuet, Grenoble, 1994.

## Éditeur scientifique
- La Fontaine, Contes et nouvelles en vers, Paris 1961, 1966.
- La Fontaine, Fables choisies mises en vers, Paris 1962.
- Molière, Œuvres complètes, 2 vol., Paris, Pléiade, 1971.
- Corneille, Théâtre complet, 3 vols, Paris 1971-1974.
- Pensées de M. Pascal (avec Jean Jehasse), Saint-Étienne, 1971.
- Corneille, Œuvres complètes, 3 vol., Paris, Pléiade, 1980-1987.